# Цона 179 (Потенца)
Цона 179 (итал. Zona 179) је насеље у Италији у округу Потенца, региону Базиликата.
Према процени из 2011. у насељу је живело 2476 становника. Насеље се налази на надморској висини од 527 м.